# Ісгой (муніципалітет)
Ісгой (дан. Ishøj) — комуна у Столичному регіоні королівства Данія. Адміністративний центр комуни — місто Ісгой.

## Географія
Площа — 26.4 км². 

## Населення
У 2012 році населення муніципалітету становило 21 087 осіб.